# ریچارد لربلانس
ریچارد لربلانس (انگلیسی: Richard Lerblance؛ زادهٔ ۹ مارس ۱۹۴۶) یک سیاست‌مدار اهل ایالات متحده آمریکا است.